# وومه (استان لوبوسکی)
{{Infobox settlement
|name=وومه (استان لوبوسکی)
|settlement_type=روستا
|total_type= 
|image_skyline=
|image_caption=
|image_flag=
|image_shield=
|image_map=
|subdivision_type=[[فهرست کشورهای مستقل|کشور]]
|subdivision_name= لهستان 
|subdivision_type1=استان
|subdivision_name1=لوبوسکی
|subdivision_type2=شهرستان
|subdivision_name2=کروسنو اودژانگسکیه
|subdivision_type3=گمینا
|subdivision_name3=گوبین
|pushpin_map=Poland
|coordinates=۵۲°۴′ شمالی ۱۴°۴۸′ شرقی / ۵۲٫۰۶۷°شمالی ۱۴٫۸۰۰°شرقی|elevation_m=
|population_total=
|website=}}
وومه (استان لوبوسکی) (به لهستانی: Łomy) یک روستا در لهستان است که در گمینا گوبین واقع شده‌است.